# 미우라 미치오
미우라 미치오(일본어: 三浦 道男, 1955년 5월 3일 ~ )는 일본의 전 프로 야구 선수이다. 효고현 고베시 다루미구 출신이며 현역 시절 포지션은 투수였다.

## 인물
1973년에 고베무라노 공업고등학교를 졸업한 뒤 입단 테스트를 거쳐 드래프트 5순위로 다이요 웨일스에 입단했다. 1974년과 1975년에는 1군 등판은 없었고 1976년에는 주로 좌타자를 상대할 때 원포인트, 쇼트 릴리프로서 기용된 26경기에 등판했다. 그해 9월 20일 요미우리 자이언츠전에서 네모토 다카시를 구원해서 첫 승리 투수가 됐다. 이듬해 1977년에는 선발 좌완이 마시바 시게쿠니밖에 없는 팀의 사정도 있어서 7월부터 선발로 돌았다. 그해 8월 31일, 고라쿠엔 구장에서 열린 요미우리전에 선발 등판하여 오 사다하루에게서 행크 에런과 나란히 홈런 세계 타이 기록인 통산 755호 홈런을 맞았다(미우라 미치오 - 후쿠시마 히사아키 배터리). 1978년 이후에는 등판 기회를 얻지 못했고 1980년을 끝으로 현역에서 은퇴했다.
은퇴 후에도 팀에 남아 합숙소의 사감을 맡았다.

## 선수로서의 특징
현역 시절에는 커브나 슈토를 무기로 삼았다.

## 상세 정보

### 출신 학교
- 고베무라노 공업고등학교

### 선수 경력
- 다이요 웨일스·요코하마 다이요 웨일스(1974년 ~ 1980년)

### 개인 기록
- 첫 등판 : 1976년 5월 27일, 대 야쿠르트 스왈로스 10차전(가와사키 구장), 8회초부터 4번째 투수로서 구원 등판, 1/3이닝 2실점
- 첫 승리 : 1976년 6월 23일, 대 요미우리 자이언츠 15차전(고라쿠엔 구장), 3회말 1사에 2번째 투수로서 구원 등판, 4와 2/3이닝 무실점
- 첫 선발 등판 : 1977년 7월 17일, 대 주니치 드래건스 15차전(가와사키 구장), 1과 2/3이닝 5실점으로 패전 투수

### 등번호
- 47(1974년 ~ 1980년)

### 연도별 투수 성적
| 연 도      | 소 속      | 등 판 | 선 발 | 완 투 | 완 봉 | 무 4 구 | 승 리 | 패 전 | 세 이 브 | 홀 드 | 승 률 | 타 자 | 이 닝 | 피 안 타 | 피 홈 런 | 볼 넷 | 고 4 | 몸 맞 | 탈 삼 진 | 폭 투 | 보 크 | 실 점 | 자 책 점 | 평 자 책 | W H I P |
| ---------- | ---------- | ----- | ----- | ----- | ----- | ------- | ----- | ----- | -------- | ----- | ----- | ----- | ----- | -------- | -------- | ----- | ---- | ----- | -------- | ----- | ----- | ----- | -------- | -------- | ------- |
| 1976년     | 다이요     | 26    | 0     | 0     | 0     | 0       | 1     | 2     | 0        | --    | .333  | 122   | 24.2  | 26       | 2        | 21    | 1    | 3     | 21       | 0     | 0     | 10    | 9        | 3.24     | 1.91    |
| 1977년     | 다이요     | 26    | 6     | 0     | 0     | 0       | 1     | 4     | 0        | --    | .200  | 167   | 34.1  | 45       | 9        | 22    | 1    | 1     | 22       | 1     | 0     | 29    | 29       | 7.68     | 1.95    |
| 1979년     | 다이요     | 2     | 0     | 0     | 0     | 0       | 0     | 0     | 0        | --    | ----  | 11    | 3.0   | 1        | 1        | 2     | 0    | 0     | 0        | 0     | 0     | 2     | 2        | 6.00     | 1.00    |
| 통산 : 3년 | 통산 : 3년 | 54    | 6     | 0     | 0     | 0       | 2     | 6     | 0        | --    | .250  | 300   | 62.0  | 72       | 12       | 45    | 2    | 4     | 43       | 1     | 0     | 41    | 40       | 5.81     | 1.89    |